# Noctua (gènere)
|  | Per a altres significats, vegeu «Noctua». |

Noctua ("petit mussol" en llatí) és un gènere de lepidòpters ditrisis de la família dels noctúids (Noctuidae), subfamília Noctuinae. Aquestes arnes tenen un vol potent i estable. Són molt sensibles a la contaminació lumínica, car els llums i fanals públics les atreuen i desorienten molt a la nit.

## Característiques
Normalment els membres d'aquest gènere tenen les ales anteriors de colors grisencs o marronosos, amb dibuixos difuminats, imitant l'escorça dels arbres o fulles seques. Les ales posteriors, en canvi, són de colors vius i intensos, per bé que queden amagades quan la papallona es troba en posició de repòs.

## Espècies
- Noctua atlantica Warren, 1905
- Noctua carvalhoi Pinker, 1983
- Noctua comes Hübner, 1813
- Noctua fimbriata Schreber, 1759
- Noctua interjecta Hübner, 1803
- Noctua interposita Hübner, 1790
- Noctua janthe Borkh., 1792
- Noctua janthina Schiffermüller, 1775
- Noctua noacki Boursin, 1957
- Noctua orbona Hufnagel, 1766
- Noctua pronuba Linnaeus, 1758
- Noctua teixeirai Pinker, 1971
- Noctua tertia Mentzer, Moberg & Fibiger, 1991
- Noctua tirrenica Biebinger, Speidel & Hanigk, 1983
- Noctua undosa Leech, 1889
- Noctua warreni Lödl, 1987

## Espècies seleccionades

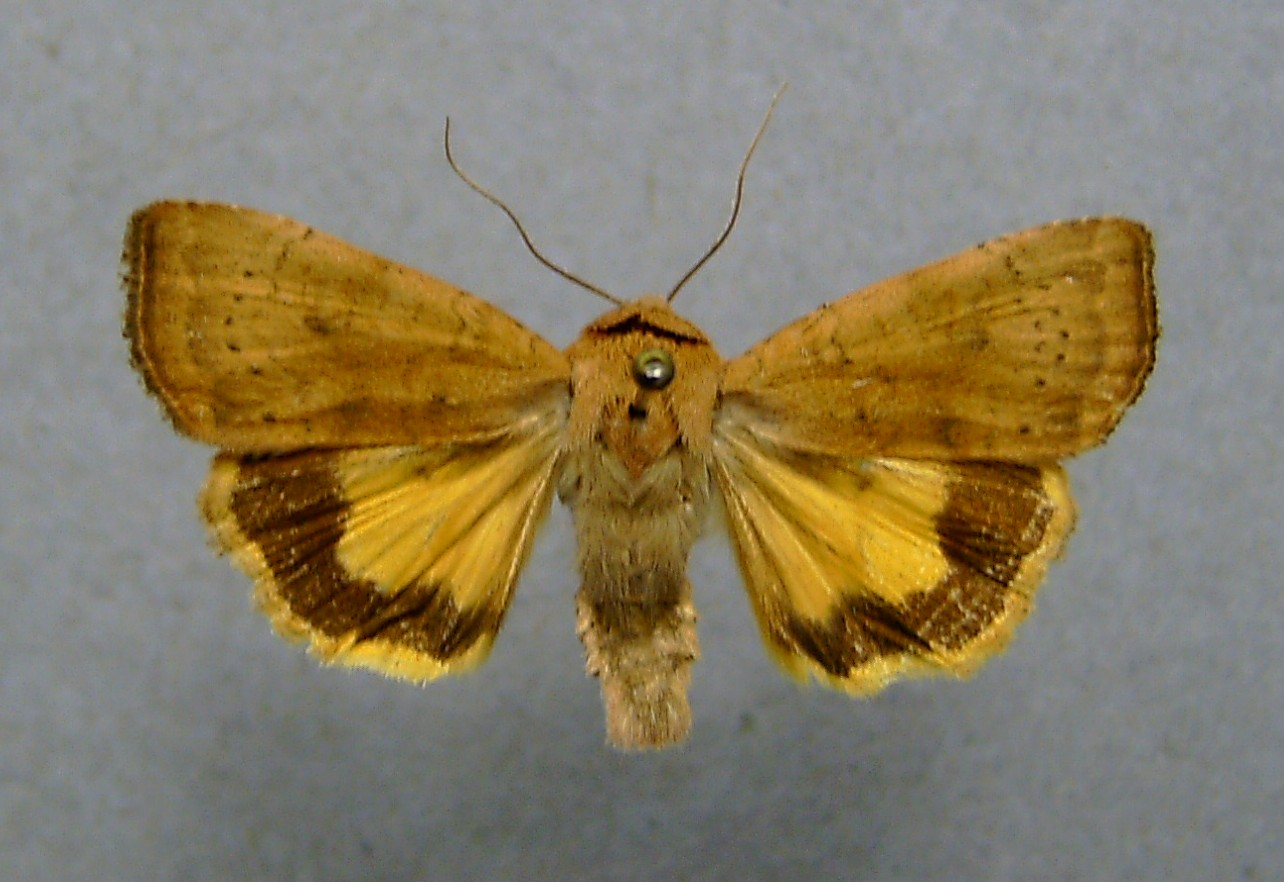
Noctua interjecta
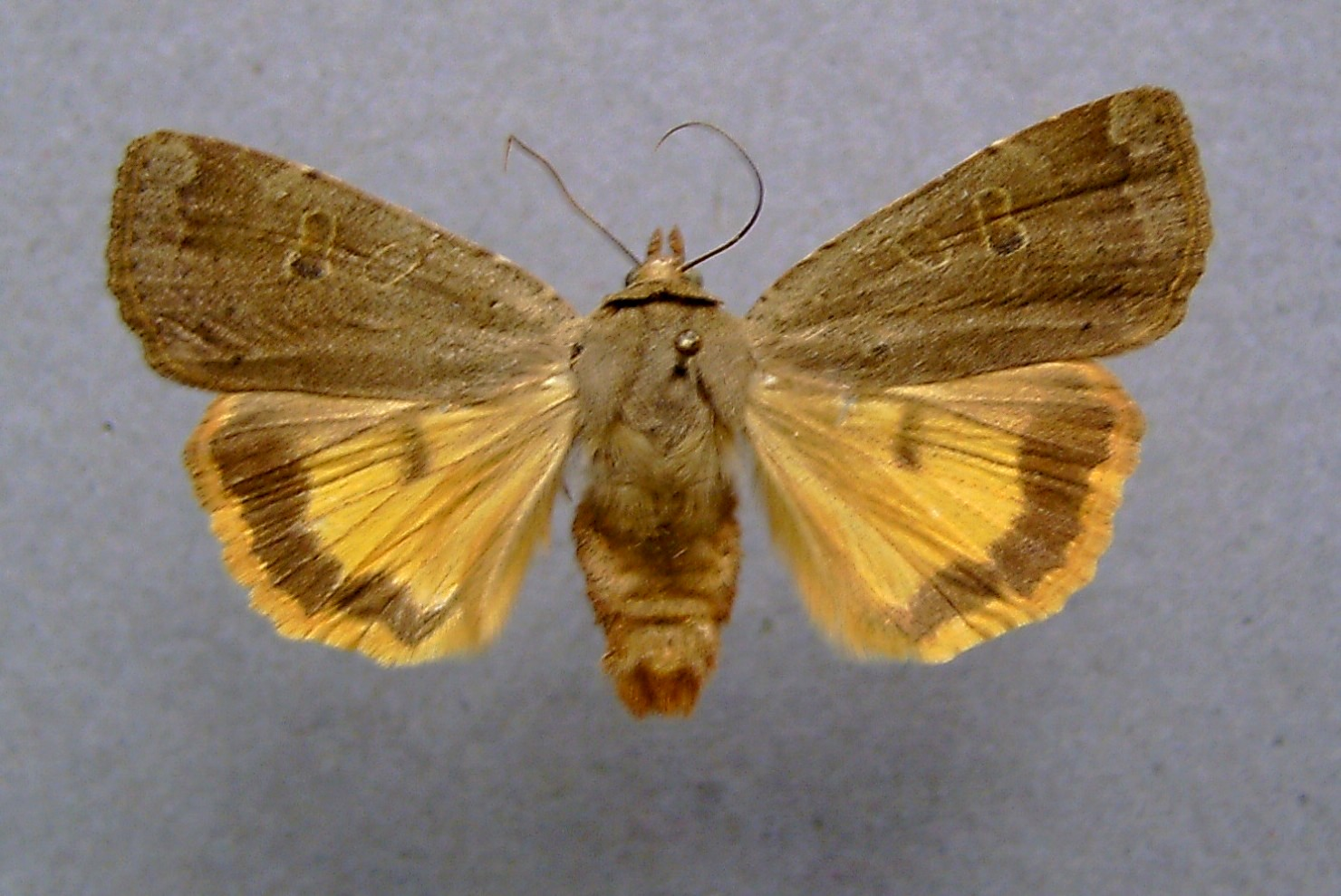
Noctua comes
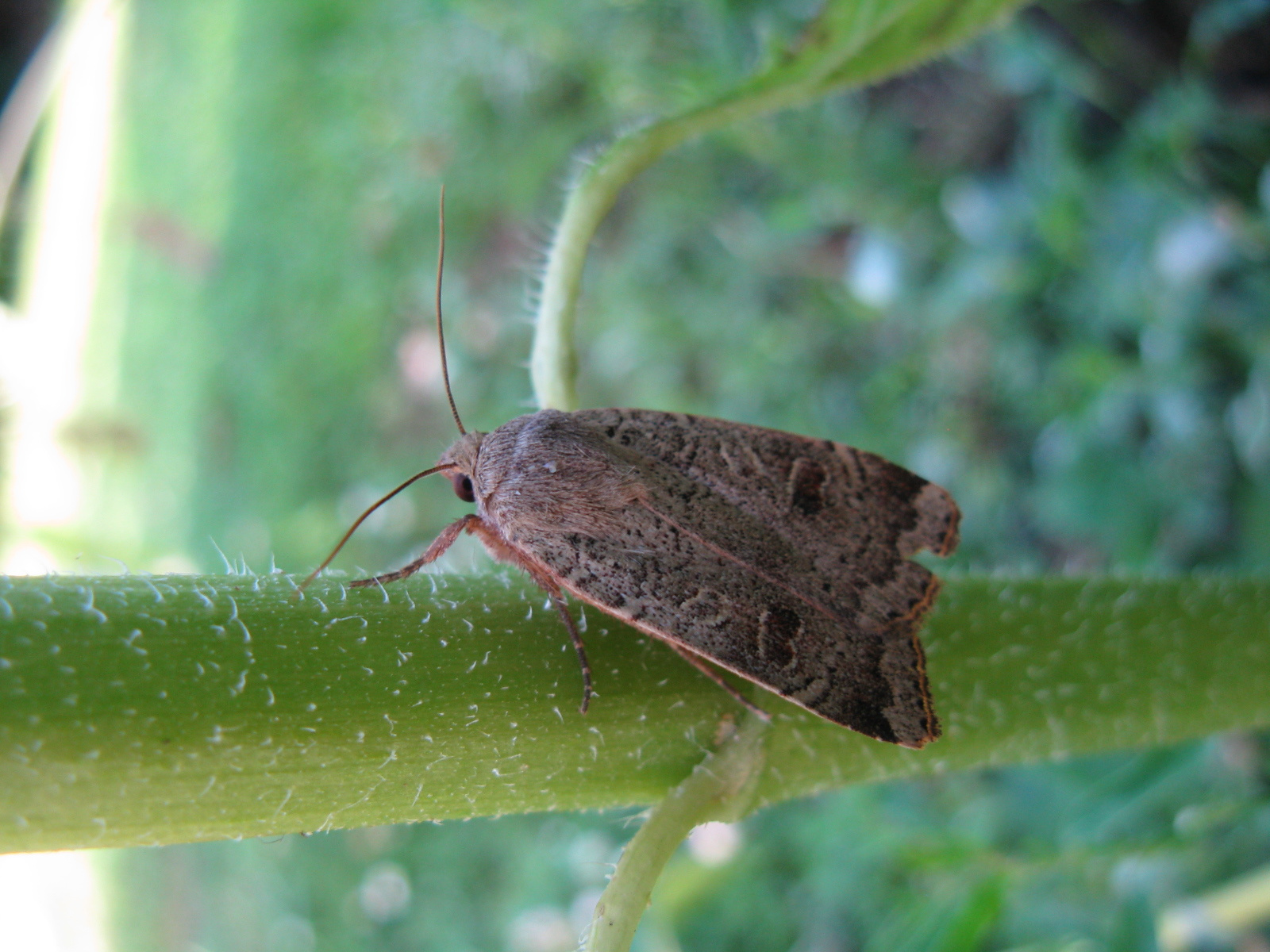
Noctua interposita
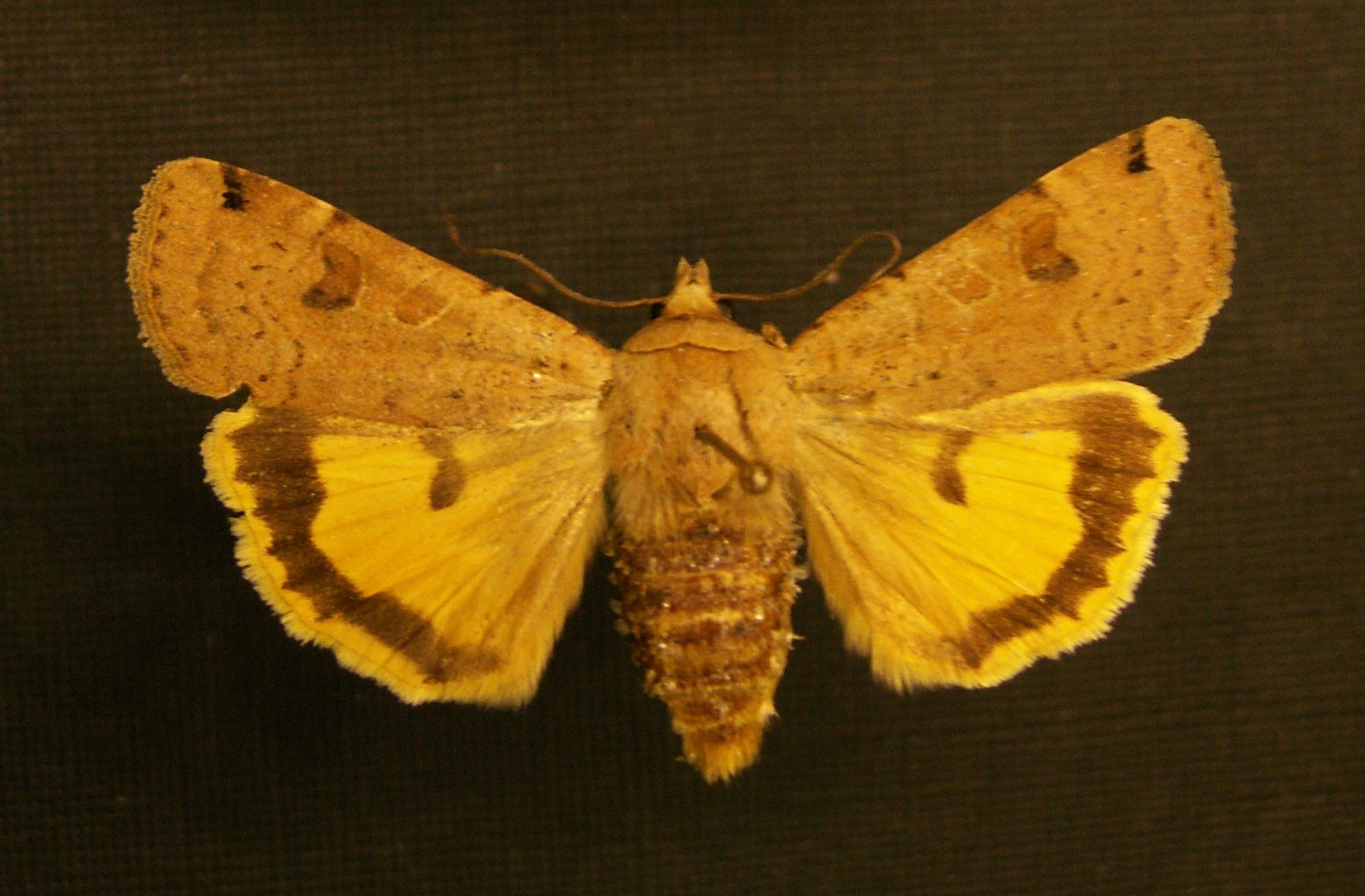
Noctua orbona
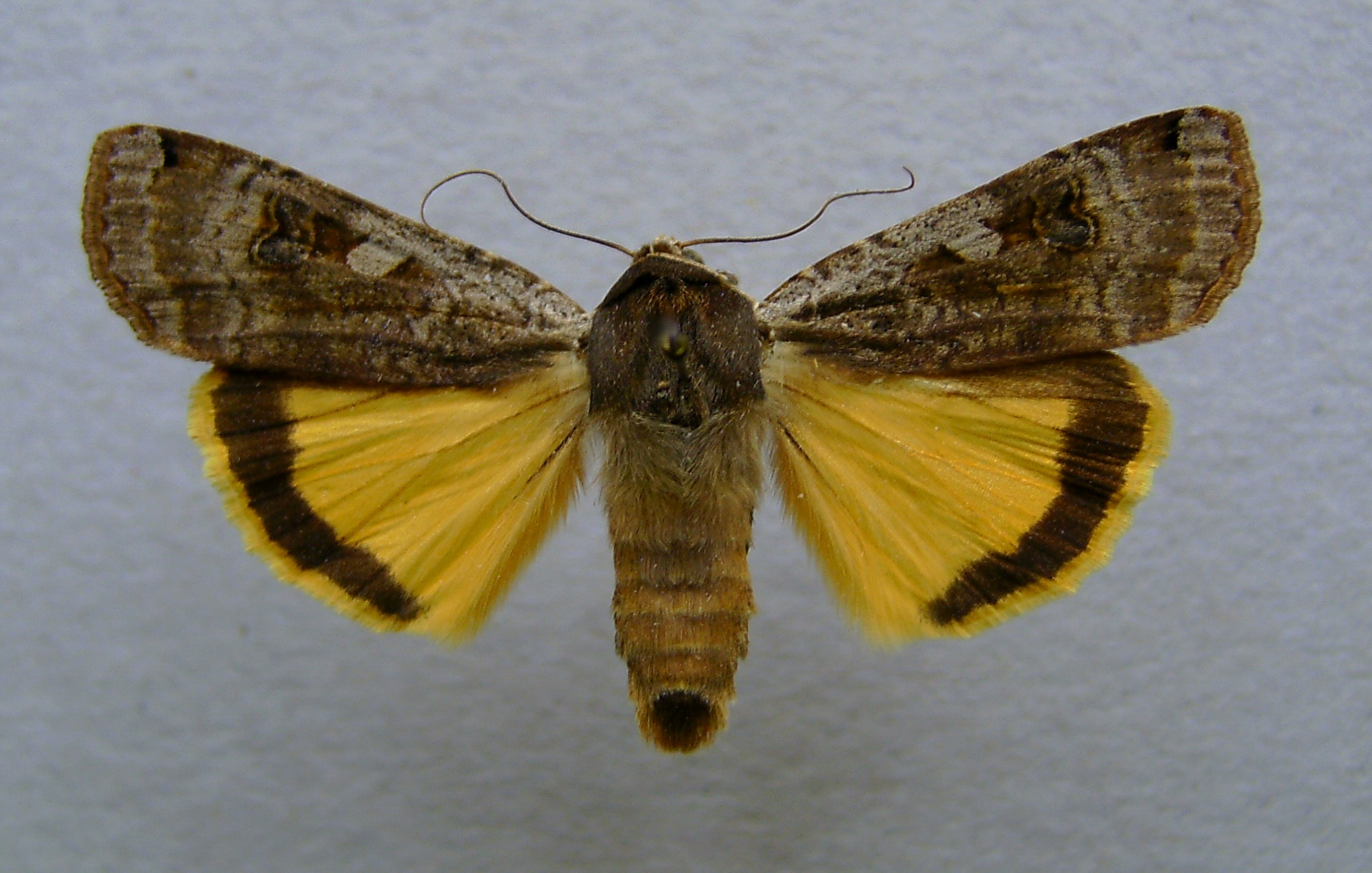
Noctua pronuba
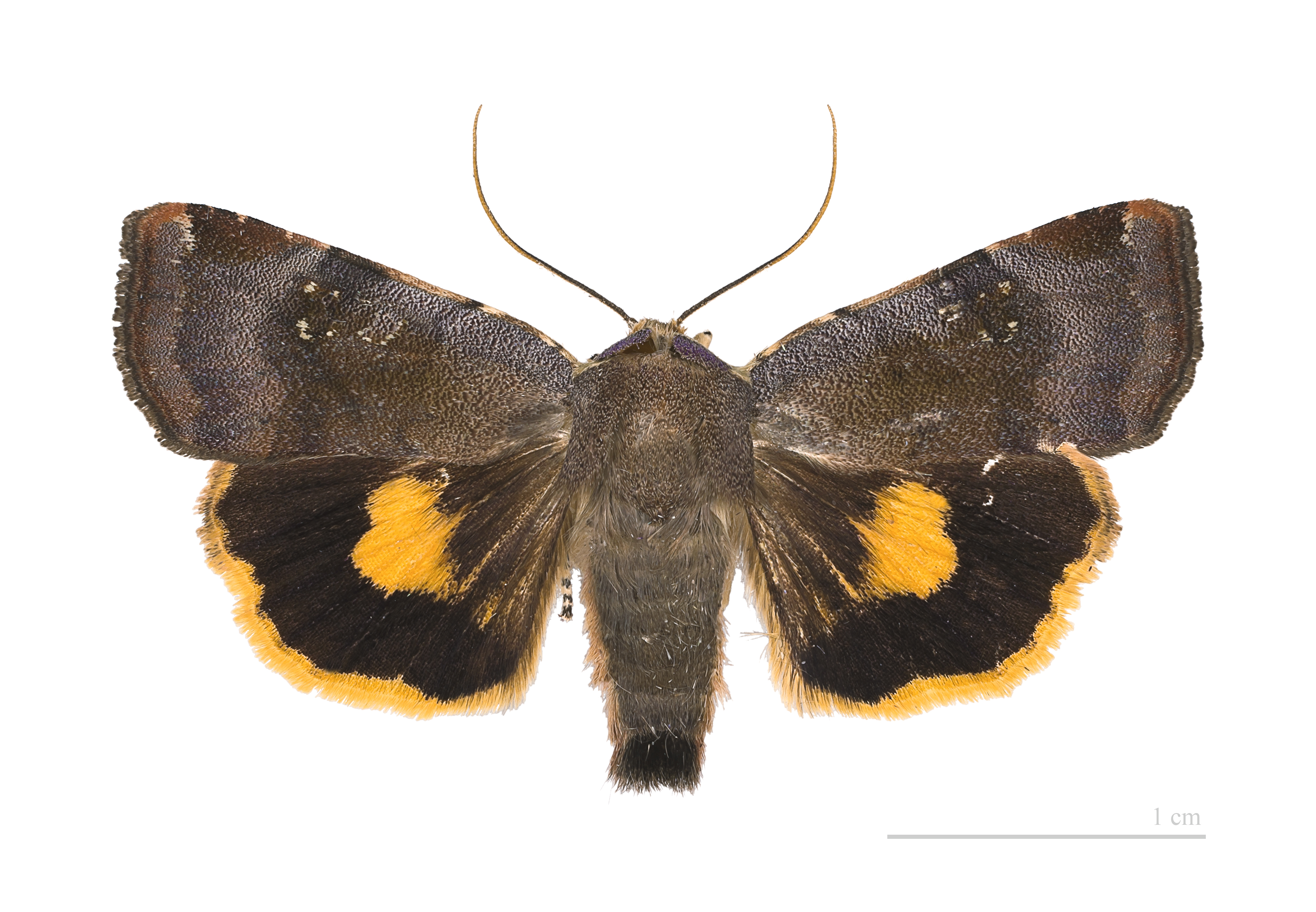
Noctua janthina
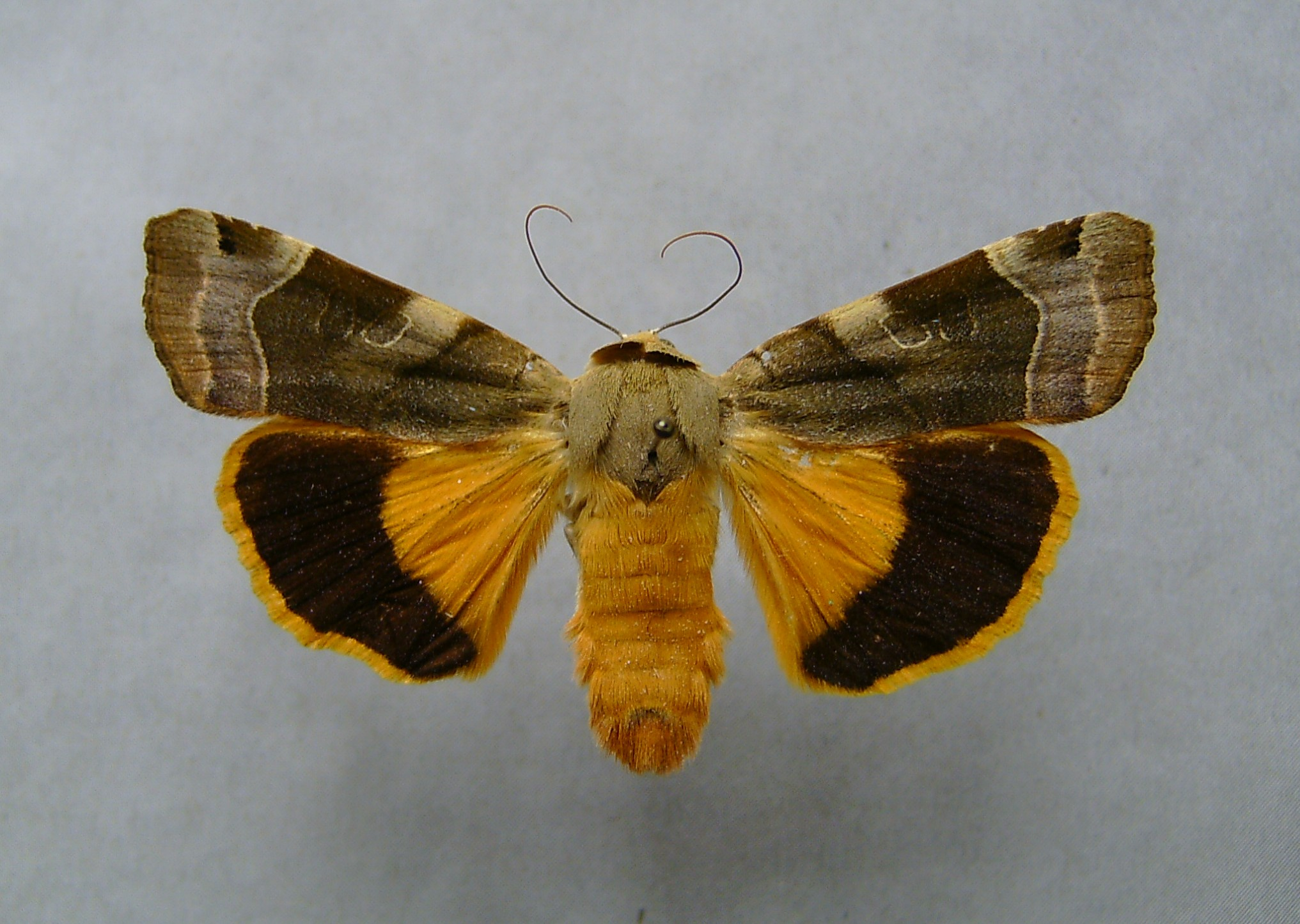
Noctua fimbriata
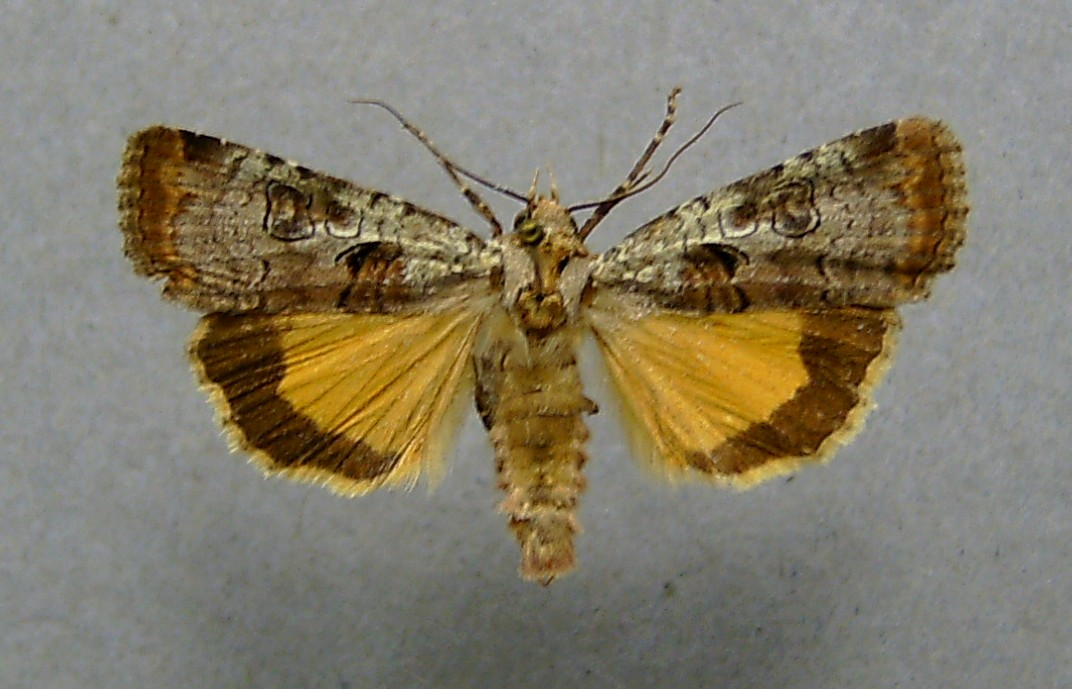
Epilecta linogrisea (Espècie similar)